# 18806 Zachpenn
18806 Zachpenn este un asteroid din centura principală de asteroizi.

## Descriere
18806 Zachpenn este un asteroid din centura principală de asteroizi. A fost descoperit pe 13 mai 1999 la Socorro, New Mexico, în cadrul proiectului LINEAR. Asteroidul prezintă o orbită caracterizată de o semiaxă mare de 2,75 ua, o excentricitate de 0,11 și o înclinație de 5,0° în raport cu ecliptica.